# Sphaerophoria shirchan
Sphaerophoria shirchan är en tvåvingeart som beskrevs av Violovitsh 1957. Sphaerophoria shirchan ingår i släktet sländblomflugor, och familjen blomflugor. Inga underarter finns listade i Catalogue of Life.